# Campionato sudamericano femminile di pallavolo 1975
L'XI campionato sudamericano femminile di pallavolo si è svolto nel 1975 ad Asuncion, in Paraguay. Al torneo hanno partecipato 6 squadre nazionali sudamericane e la vittoria finale è andata per la quinta volta, la terza consecutiva, al Perù.

## Squadre partecipanti
| - Argentina - Brasile - Cile | - Paraguay - Perù - Uruguay |

## Classifica finale
| Classifica | Squadre   | Qualificazioni             |
| ---------- | --------- | -------------------------- |
|            | Perù      | Giochi della XXI Olimpiade |
|            | Brasile   |                            |
|            | Argentina |                            |
| 4          | Uruguay   |                            |
| 5          | Paraguay  |                            |
| 6          | Cile      |                            |